# Cangling, Chongqing
Cangling (kinesiska: 苍岭) är en köping i sydvästra Kina. Den ligger i häradet Youyang i storstadsområdet Chongqing,  omkring 210 kilometer öster om det centrala stadsdistriktet Yuzhong. Antalet invånare är 12 723. Befolkningen består av 6 207 kvinnor och 6 516 män. Barn under 15 år utgör 28,0 %, vuxna 15-64 år 58 %, och äldre över 65 år 12,0 %.